# Henri Lemoine
Pour les articles homonymes, voir Lemoine.
Henri Lemoine, né le 17 juin 1909 à Massy et mort le 21 septembre 1991 à Malakoff, est un  coureur cycliste français. 
En 1929, il se défend honorablement dans les courses à l'américaine , avec Marcel Guimbretière, baptisé l'équipe des « Petits Pois » car ils arborent un maillot à pois rouges. Si bien même qu'on leur propose, en janvier 1930, de partir pour l'Amérique.
Auteur d'une longue carrière professionnelle entre 1930 et 1957, il obtient ses principaux résultats dans la discipline du demi-fond.

## Palmarès sur route
- 1930
  - 2e du Critérium des As
- 1931
  - 2e du Critérium des As

## Palmarès sur piste

### Jeux olympiques
- Amsterdam 1928
  - 5e du Tandem (avec Hubert Guyard)

### Championnats du monde
- Milan 1951
  -  Médaillé de bronze du demi-fond
- Paris 1952
  -  Médaillé de bronze du demi-fond
- Zurich 1953
  -  Médaillé de bronze du demi-fond

### Championnats de France
| - 1938 - Champion de France de demi-fond - 1941 - 2e du championnat de France de demi-fond - 1942 - Champion de France de demi-fond - 1943 - 2e du championnat de France de demi-fond - 1945 - Champion de France de demi-fond - 1946 - 3e du championnat de France de demi-fond | - 1950 - 2e du championnat de France de demi-fond - 1951 - Champion de France de demi-fond - 1952 - Champion de France de demi-fond - 1953 - Champion de France de demi-fond - 1956 - 3e du championnat de France de demi-fond |

### Prix
| - 1928 - Grande Finale de la Médaille - 1930 - 3e du Prix Hourlier-Comès (avec Gabriel Marcillac) - 1931 - 3e du Prix Dupré-Lapize (avec Maurice Lemoine) - 2e du Prix Goullet-Fogler (avec Maurice Lemoine) - Grand Prix de Noël - 1932 - Prix Dupré-Lapize (avec Paul Broccardo) | - 1933 - Prix Dupré-Lapize (avec Octave Dayen) - 1934 - Prix Dupré-Lapize (avec Octave Dayen) - Prix Goullet-Fogler (avec Octave Dayen) - 1935 - Critérium d'hiver, en individuel et derrière moto commerciale, au Vel' d'Hiv'. - 1946 - Grand Prix de Bordeaux |

### Six jours
- 1930
  - 11e Six jours de Paris (avec Marcel Guimbretière)
  - 4e Six jours de Chicago (avec Marcel Guimbretière)
- 1934
  - 5e Six jours de Paris (avec Octave Dayen)
- 1935
  - 11e Six jours de Paris (avec Octave Dayen)

## Records
- Record du monde du 500 mètres tandem (avec Hubert Guyard) : 1928
- Record du monde du kilomètre : 1931